# Axonopus fissifolius
Espèce
Classification APG III (2009)
Axonopus fissifolius est une espèce végétale de la famille des Poaceae.